# Ahmad Kalasi
Ahmad Kalassi (tiếng Ả Rập: أحمد كلاسي; sinh ngày 18 tháng 7 năm 1990) là một cầu thủ bóng đá Syria thi đấu cho Al-Ittihad ở Giải bóng đá ngoại hạng Syria.

## Sự nghiệp câu lạc bộ
Ahmad bắt đầu sự nghiệp bóng đá năm 2008 với Al-Ittihad.
Sau khi trải qua 5 mùa giải với Al-Ittihad ở Syria, anh gia nhập Al-Shorta năm 2013 theo dạng cho mượn. Năm 2014, anh thi đấu ở Giải bóng đá ngoại hạng Iraq với Naft Maysan.
Ngày 29 tháng 7 năm 2014 anh chuyển đến châu Âu and gia nhập câu lạc bộ hàng đầu Bosnia FK Sarajevo. Anh ký một bản hợp đồng đến năm 2017.

## Sự nghiệp quốc tế
Từ năm 2006 to 2008, anh thi đấu cho Đội tuyển bóng đá U-17 quốc gia Syria và Đội tuyển bóng đá U-20 quốc gia Syria. Anh là một phần của đội hình tham gia Giải vô địch bóng đá U-17 thế giới 2007 ở Hàn Quốc. Anh đá một trận trong giải, là trận hòa 0-0 trước Argentina. Anh cũng là thành viên của đội hình tham gia 2008 AFC U-19 Championship.
Anh là thành viên của Đội tuyển bóng đá quốc gia Syria ở Giải vô địch bóng đá Tây Á 2008.

## Bàn thắng quốc tế
Tỉ số và kết quả liệt kê bàn thắng của Syria trước:
| # | Thời gian           | Địa điểm   | Đối thủ   | Bàn thắng | Kết quả | Giải đấu                                     |
| - | ------------------- | ---------- | --------- | --------- | ------- | -------------------------------------------- |
| 1 | 24 tháng 3 năm 2016 | Seeb, Oman | Campuchia | 3–0       | 6–0     | Vòng loại giải vô địch bóng đá thế giới 2018 |

## Thống kê sự nghiệp
Tính đến 15 tháng 5 năm 2016
| Thành tích câu lạc bộ | Thành tích câu lạc bộ | Thành tích câu lạc bộ | Giải vô địch | Giải vô địch | Cúp     | Cúp       | Châu lục | Châu lục  | Tổng cộng | Tổng cộng |
| Mùa giải              | Câu lạc bộ            | Giải vô địch          | Số trận      | Bàn thắng    | Số trận | Bàn thắng | Số trận  | Bàn thắng | Số trận   | Bàn thắng |
| Bosnia và Herzegovina | Bosnia và Herzegovina | Bosnia và Herzegovina | Giải vô địch | Giải vô địch | Cúp     | Cúp       | Châu Âu  | Châu Âu   | Tổng cộng | Tổng cộng |
| --------------------- | --------------------- | --------------------- | ------------ | ------------ | ------- | --------- | -------- | --------- | --------- | --------- |
| 2014–15               | FK Sarajevo           | Premijer liga BiH     | 10           | 1            | 3       | 0         | 0        | 0         | 13        | 1         |
| 2015–16               | FK Sarajevo           | Premijer liga BiH     | 13           | 0            | 1       | 0         | 0        | 0         | 14        | 0         |
| 2014–15               | Tổng FK Sarajevo      | Tổng FK Sarajevo      | 23           | 1            | 4       | 0         | 0        | 0         | 27        | 1         |

## Danh hiệu

### Câu lạc bộ
Al-Ittihad
- Cúp bóng đá Syria: 2011
- Cúp AFC: 2010

FK Sarajevo
- Giải bóng đá ngoại hạng Bosnia và Herzegovina: 2014–15

### Đội tuyển quốc gia
- Giải vô địch bóng đá U-17 thế giới 2007: Vòng 16 đội